# Chelonus vulgaris
Chelonus vulgaris är en stekelart som beskrevs av Mccomb 1968. Chelonus vulgaris ingår i släktet Chelonus och familjen bracksteklar. Inga underarter finns listade i Catalogue of Life.